# Ndokoti
Pour les articles homonymes, voir Nkol.
Ndokoti, encore appelé village au rayon de soleil est un quartier du Cameroun de la région du Littoral.

## Historique
Dans les années 1200, quelques riverains Bassa de la Sanaga Maritime quittent leur village pour venir s’installer non loin des berges du Wouri. L’un d’eux, Belong, met au monde  un enfant qu’il appelle Kouti. Kouti va à son tour engendrer Lombo, qui lui aussi engendrera Lombo Nanga Nlep Pa. Ces trois descendants s’installent alors au plateau Joss à Douala. Ils sont rejoints vers 1600-1700 par les « Duala » qui viennent alors du Congo voisin (ex-Zaïre). Entre les deux peuples, la cohabitation n’est pas facile.Ndokoti, descendant des Kalak dont le patriarche Bilon engendra Kod et Pah. C’est d’ailleurs ces deux frères qui formèrent ensuite les villages Ndokoti, Nyalla et Ndogpassi, qui était un seul et unique village appelé  Grand Ndokoti  et qui se distingua  sous plusieurs appellations : Ndokoti 1 pour le carrefour Ndokoti, Ndokoti 2 pour Nyalla et Ndokoti 3 pour Ndogpassi. Jusqu’en 1945. Le grand Ndokoti  était dirigé par un seul chef de village et le dernier à avoir régné fut Georges Nkwe Toutou.Dès 1945, création des chefferies de 3ème degré entrainant une séparation administrative d’avec ses frères Nyalla et Ndogpassi, et leur attribuant à chacun son propre chef de 3ème degré. Malgré cette séparation, les descendants de Billon n’ont pas perdu leurs origines communes. C’est ainsi par exemple que les liens coutumiers ont été maintenus tels que l’interdiction de mariage entre les fils et filles Kori Bilon et d’où d’ailleurs la création d’un regroupement Kori Bilon pour maintenir vivace les liens de famille entre les trois entités Ndokoti – Nyalla – Ndopassi qui perdurent toujours.

## Population

### Superficie
Ndokoti couvre une superficie d’environ 5 500 ha, incluant Dibom, zone limitrophe avec Ndogsimbi et Bonadiwotto avec une population de 10 000 habitants environ constituée d’autochtones et des populations venues de diverses régions du Cameroun  ayant donné naissance à plusieurs quartiers avec des chefs dont certains sont homologués en chefs de 3ème degré. Ndokoti est la métropole économique du canton Bassa. les villages limitrophe,Au Nord par les villages Ndogbong, Ndoghem 1; au Sud par le village  Ndogsimbi; à l’Est par les villages Beedi, Nyalla,Logbaba et Ndogmbe 1; à l’Ouest par les villages Ndogbati et ndogsimbi.

## Chefferies

### Historique de la Chefferie de NDOKOTI[2]
Chef du village : Dr Francis SONGUE, du foyer de BONABEDUKE.
- Georges Nkwe Toutou (Log Dissongo) : 1905-1925
- Moungui Etime ( Misobe) : 1925-1934,
- Bruno Maniki (Bonabeduke) 1934-1936,
- Doumbe Banon (Log Dissongo) : 1936-1941,
- Etonde Eyondi (Bonabeduke) : 1941-1974,
- Henri Ebwea (Bonabeduke) : 1974-1979,
- Ebénézer EBWEA ETONDE (Bonabeduke) : 1980-1987,
- Joseph Nlepe ( Misobe) : 1989-1992,
- Dr Francis Songue (Bonabeduke) : de 1992 à ce jour.

#### Les différents foyers
Village composé de 6 foyers :
- BONABEDUKE : François DIN, (Patriarche du foyer),
- LOG DISSONGO : Georges ELAME DIPOKO ENYENGUE (Patriarche du foyer), décédé le 26/04/2012,
- LOG NANGA : BELL EKOU (Patriarche du foyer),
- LOG NKWE : BETICKA (Patriarche du foyer),
- LOG POM NKE : Jacques KOLLO (Patriarche du foyer),
- MISOBE : TOK NLEPE (Patriarche du foyer).